# We Are the In Crowd
I We Are the In Crowd sono un gruppo musicale statunitense formatosi nel 2009 a Poughkeepsie, New York.

## Storia del gruppo
Inizialmente il gruppo si chiamava solamente "The In Crowd", ma poi dovette cambiare nome a causa di problemi legati al marchio di una band reggae degli anni '70 chiamata anch'essa The In Crowd. Nell'aprile 2009 l'account su MySpace della band fu piratato da un hacker, che eliminò tutta la musica postata dal gruppo. La notizia fu pubblicata sul sito AbsolutePunk.net ed attirò l'interesse della nota casa discografica indipendente Hopeless Records, la quale decise dopo aver ascoltato qualche brano della band di metterla sotto contratto.
L'8 giugno 2010 è uscito il primo EP dei We Are the In Crowd, Guaranteed to Disagree. Nel maggio 2011 sono poi entrati in studio per la registrazione del loro primo album in studio, Best Intentions, uscito il 4 ottobre dello stesso anno. La band ha annunciato per l'autunno 2013 la pubblicazione di un nuovo album, per il quale sono iniziate le registrazioni durante l'estate. Alcuni brevi clip di una nuova canzone sono stati caricati su Internet attraverso Instagram nei primi giorni di agosto. La canzone, intitolata Attention, è stata poi pubblicata tramite iTunes il 20 agosto 2013. Il 30 agosto Amp Rock ha caricato un video di una sessione di Tay e Jordan che cantano una versione acustica di We Need a Break sul proprio canale di YouTube.
Il 3 dicembre 2013 viene annunciato ufficialmente che il secondo album della band, Weird Kids, sarebbe stato pubblicato dalla Hopeless Records il 18 febbraio 2014. Lo stesso giorno sono stati rivelati la copertina e la lista tracce dell'album.

## Formazione
- Tay Jardine – voce, tastiera, violino
- Jordan Eckes – voce, chitarra ritmica
- Cameron Hurley – chitarra solista, cori
- Mike Ferri – basso
- Robert Chianelli – batteria, percussioni

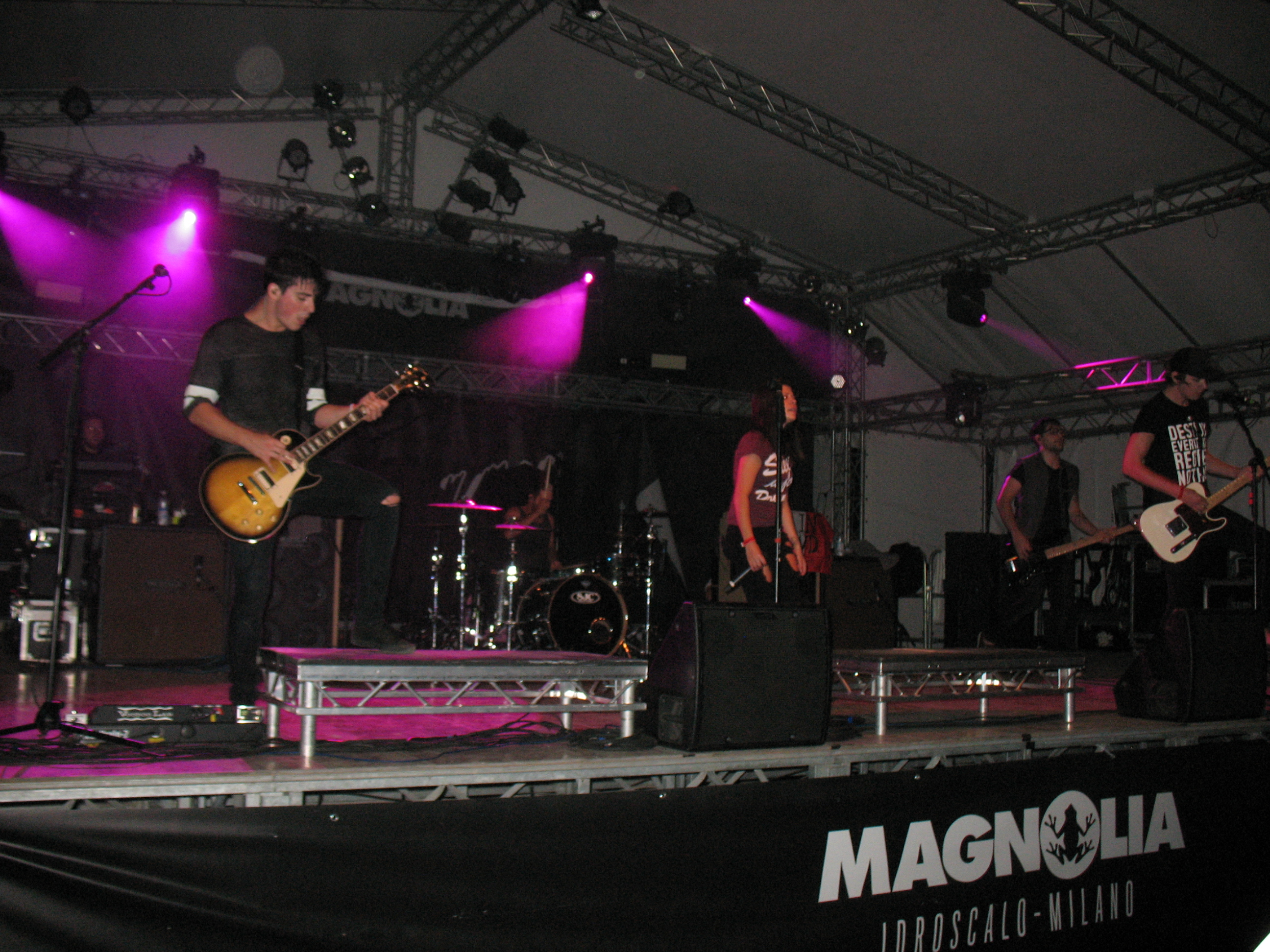
La band in concerto a Milano nel 2013

## Discografia

### Album in studio
- 2011 – Best Intentions
- 2014 – Weird Kids

### EP
- 2010 – Guaranteed to Disagree

## Videografia

### Video musicali
- 2010 – Both Sides of the Story
- 2011 – Never Be What You Want (acoustic)
- 2011 – Rumor Mill
- 2011 – Kiss Me Again (feat. Alex Gaskarth)
- 2011 – On Your Own
- 2012 – Exits and Entrances
- 2013 – Just Give Me a Reason (cover di Pink)
- 2013 – Sic Transit Gloria...Glory Fades (cover dei Brand New)
- 2013 – The Best Thing (That Never Happened)